# ファースト・オピニオン
ファースト・オピニオンとは、検査や治療を受けるに当たって、患者が主治医から聞く意見のこと。第1の意見。主治医から見た場合には、検査や治療を開始するとき患者に行う説明のこと。セカンド・オピニオンと対比される言葉。医療分野以外でも使われることがある。
インフォームド・コンセント（説明と同意）またはインフォームド・デシジョンのためにファーストオピニオンは重要である。主治医との話し合いという側面があり、ファーストオピニオンは1回きりのものではなく、場合によっては2回目、3回目もありうる。
各種臓器のがんでは、主に生検組織診で病理診断がなされ、画像診断の結果等も総合して確定診断となる。部位等の条件によっては細胞診断が確定診断となることもある。主治医から病理診断結果を含む確定診断が説明され、治療方針等が伝えられるがこれが、ファーストオピニオンに相当する。たとえば病変部の臓器を摘出する場合は、摘出前に、根拠となった病理診断を確認することが重要である。病理診断を担当した病理医が病理診断科等で顕微鏡像を示しながら病変を説明する場面も増えており、これもファースト・オピニオンの一種である。
ファースト・オピニオンが十分であったとしても患者にとっては他の専門家にも確認したいという要望が生じるのは当然であり、別医療機関の専門家に求める意見がセカンド・オピニオンである。なお、同一医療機関内での専門家の意見を聞くことは、チーム医療の範囲であり、ファースト・オピニオンと呼ぶほうが適切と考えられる。